# Tityus atriventer
Espèce
Tityus atriventer est une espèce de scorpions de la famille des Buthidae.

## Distribution
Cette espèce est endémique des Petites Antilles,. Elle se rencontre à la Grenade et à Union dans les Grenadines de Saint-Vincent-et-les-Grenadines.

## Description
Le mâle syntype mesure 32 mm et la femelle syntype 38 mm.
Les mâles mesurent de 28 à 32 mm et la femelle 38 mm.

## Publication originale
- Pocock, 1897 : « Descriptions of some new species of scorpions o the genus Tityus, with notes upon some forms allied to T. americanus (Linn.). » Annals and Magazine of Natural History, sér. 6, vol. 19, p. 510-521 (texte intégral).